# Буткевич, Георгий Владимирович
Гео́ргий (Юрий) Влади́мирович Бутке́вич (1903 — 1974) — советский энергетик. Доктор технических наук, профессор. Лауреат Ленинской премии.

## Биография
Родился в деревне Русаново Одоевского уезда Тульской губернии в семье профессора Ново-Александрийского сельскохозяйственного института (Тимирязевская сельскохозяйственная академия) В. С. Буткевича.
Окончил электротехнический факультет МВТУ имени Н. Э. Баумана (годы учёбы 1921—1927).
С 1926 года работал в ВЭИ имени В. И. Ленина, с 1934 года начальник отдела по проектированию и строительству первой в СССР лаборатории разрывной мощности, затем руководитель этой лаборатории . С 1946 года начальник Особого конструкторского бюро по высоковольтному аппаратостроению. С 195? года зам. директора института.
Одновременно с 1927 года на научно-преподавательской работе в МЭИ, в 1961—1972 годах зав. кафедрой электрических аппаратов. С 1961 по 1972 год работал заведующим кафедрой электрических аппаратов Московского энергетического института.
Доктор технических наук (1938, тема диссертации «Ионно-механический выключатель высокого напряжения»), профессор (1939). Специалист в области высоковольтного электроаппаратостроения.
Автор 9 учебников и учебных пособий. Играл на скрипке и занимался живописью.
Умер в августе 1974 года. Похоронен в Москве, на Ваганьковском кладбище, участок 20, рядом с родителями в родственной  могиле.

## Награды и премии
- Сталинская премия третьей степени (1949) — за разработку и внедрение новой серии аппаратов распределительных устройств высокого напряжения
- Ленинская премия (1962) — за участие в создании комплекса высоковольтного оборудования напряжением 500 кВ переменного тока.
- орден Ленина (16.05.1947)
- орден Трудового Красного Знамени
- орден «Знак Почёта»
- медали